# Liste der Naturdenkmale in Zilshausen
Die Liste der Naturdenkmale in Zilshausen nennt die im Gemeindegebiet von Zilshausen ausgewiesenen Naturdenkmale (Stand 13. Mai 2024).

## Ehemalige Naturdenkmale
| Nr. | Bezeichnung                  | Lage                                   | Beschreibung | Bild                                    |
| --- | ---------------------------- | -------------------------------------- | --- | --------------------------------------- |
|     | Baumbestand auf dem Friedhof | Petershäuserhof, auf dem Friedhof Lage | Aesculus hippocastanum, drei Bäume, Acer sp., 15 Bäume, und Fraxinus sp., ein Baum; Rechtsverordnung aufgehoben | Direkt Bild zu diesem Denkmal hochladen |